# Premislidas
Los Premislidas, Premyslidas o Přemyslidas (en checo: Přemyslovci, en polaco: Przemyślidzi, en alemán: Premysliden) fueron una dinastía real checa que reinó en Bohemia (siglo X-1306) y en Polonia (1300–1306).

## Gobernantes legendarios
El nombre de la dinastía, de acuerdo con Cosmas de Praga en su Chronica Boemorum (1119), viene de su fundador legendario, Přemysl, esposo de Libuše.
- Přemysl y Libuše
- Nezamysl
- Mnata
- Vojen
- Vnislav
- Křesomysl
- Neklan
- Hostivít

## Duques de Bohemia
El primer Přemyslida histórico fue el duque Bořivoj I, bautizado en 874 por San Metodio. En 895 Bohemia logró la independencia de la Gran Moravia. Entre 1003 y 1004, Bohemia fue dominada por Boleslao I el Bravo, duque de Polonia y de la dinastía Piast, nieto de Boleslao el Cruel. En 1086, el duque Vratislao II, y en 1158, el duque Ladislao II, fueron coronados reyes de Bohemia como recompensa personal del Emperador del Sacro Imperio Romano Germánico. El título, sin embargo, no era hereditario.
- Bořivoj I. (c.870–889)
- Spytihněv I. (895–915)
- Bratislao I (915–921)
- Svatý Václav I (San Wenceslao) (921–935)
- Boleslav I. Ukrutný (Boleslao I el Cruel) (935–972)
- Boleslav II. Pobožný (Boleslao II el Piadoso) (972–999)
- Boleslav III. Ryšavý (Boleslao III el Pelirrojo) (999–1002)
- Vladivoj (1002–1003)
- Boleslav III. (1003)
- Jaromír (1004–1012)
- Oldřich (1012–1033)
- Jaromír (1033–1034)
- Oldřich (1034)
- Břetislav I. (Bretislao) (1035–1055)
- Spytihněv II. (1055–1061)
- Vratislav II. (Vratislao) (1061–1092), rey (1085-1092) como Vratislao I.
- Konrad I. Brněnský (Conrado de Brno) (1092)
- Břetislav II. (Bretislao) (1092–1100)
- Bořivoj II. (1101–1107)
- Svatopluk Olomoucký (Sventopluk de Olomouc) (1107–1109)
- Vladislav I. (Ladislao) (1109–1117)
- Bořivoj II. (1117–1120)
- Vladislav I. (1120–1125)
- Soběslav I. (Sobeslao) (1125–1140)
- Vladislav II. (Ladislao) (1140–1172), rey (1158-1172) como Ladislao I.
- Bedřich (Federico) (1172–1173)
- Soběslav II. (Sobeslao) (1173–1178)
- Bedřich (1178–1189)
- Konrád II. Ota (Conrad Otto) (1189–1191)
- Václav II. (Wenceslao) (1191–1192)
- Přemysl Otakar I. (Otakar) (1192–1193)
- Jindřich Břetislav (Enrique Bretislao) (1193–1197)
- Vladislav Jindřich (Ladislao Enrique) (1197)
- Přemysl Otakar I. (1197–1198)

## Reyes de Bohemia
En 1198, el duque Přemysl Otakar I logró el título de Rey de Bohemia para sí mismo como aliado de Federico II Hohenstaufen, emperador del Sacro Imperio Romano Germánico. Se le concedió el título hereditario en la Bula de Oro Siciliana (1212).
- Přemysl Otakar I. (Otakar) (1198–1230)
- Václav I. (Wenceslao) (1230–1253)
- Přemysl Otakar II. (Otakar) (1253–1278)
- Václav II. (Wenceslao) (1278–1305)
- Václav III. (Wenceslao) (1305–1306)

## Reyes de Bohemia, Polonia y Hungría
En 1300, el rey Wenceslao II fue coronado rey de Polonia.
- Wacław II Czeski (1300–1305)
- Wacław III Czeski (1305–1306), también rey de Hungría (1301-1305) como V. László (Ladislao).

La línea real se extinguió en 1306 al morir el rey Wenceslao III. El trono bohemio pasó a la Casa de Luxemburgo, y el polaco volvió a la dinastía Piast. Los descendientes de Nicolás, hijo ilegítimo del rey Otakar II de Bohemia, continuaron reinando en Opava y Racibórz. Esta línea concluyó en 1521, con la muerte de Valentín, duque de Racibórz.

## Curiosidades
El asteroide (7695) Přemyslidas fue bautizado con ese nombre en reconocimiento de esta dinastía checa.

## Árbol genealógico
- Árbol genealógico de los Přemyslidas (en checo) (enlace roto disponible en Internet Archive; véase el historial, la primera versión y la última).